# جیمز فیفر
جیمز فیفر (انگلیسی: James Fifer; ۱۴ ژوئیهٔ ۱۹۳۰ – ۷ ژوئن ۱۹۸۶) قایقران روئینگ اهل ایالات متحده آمریکا بود.